# Читепо, Герберт
Герберт Читепо (англ. Herbert Wiltshire Chitepo, 15 июня 1923 — 18 марта 1975) — зимбабвийский революционер, участник национально-освободительной борьбы в Южной Родезии; член руководства Африканского национального союза Зимбабве и Африканской национально-освободительной армии Зимбабве. Первый чёрный барристер в Южной Родезии.
Убит в результате подрыва его автомобиля при невыясненных обстоятельствах (предположительно агентами родезийской спецслужбы CIO Кена Флауэра). Некоторые исследователи ставят его в один ряд с Крисом Хани, как ключевых участников национально-освободительных движений, которые были особенно неудобны правым и проимпериалистическим силам.